# Забута планета (роман)
«Забута планета» [англ. A forgotten planet] ‒ фантастичний роман, який відноситься до жанру наукової фантастики та пригодницької фантастики. Написаний 2007 року авторами Поліським Борисом Олександровичем (справжнє ім'я ‒ Полх Борис Олександрович) та Степним Віктором Вікторовичем (справжнє ім'я ‒ Власюк Віктор Вікторович). Виданий 2009 року видавництвом ПП «Рута» (м. Житомир).
У грудні 2013 року за романом написаний сценарій під назвою «Таємниця планети Ріатла [Архівовано 15 серпня 2020 у Wayback Machine.]».

## Сюжетна лінія
2148 рік. В електронних засобах масової інформації з'явилася інформація про те, що населення однієї з планет, яку свого часу колонізували вихідці із Сонячної системи, живе за законами первісних людей. За кілька днів у бік цієї планети відправляється експедиція від Сонячної системи у складі 11 астронавтів основної групи та 6 бійців силової підтримки Землі за направленням військово-космічного флоту Сонячної системи, метою якої була перевірка цієї інформації. Прибувши на планету, членам дослідницької групи стає зрозуміло, що тут коїться щось не те. Капсула, з тими астронавтами яким було дано завдання обстежити планету і скласти карту її місцевості, безслідно зникла, і жодних її слідів ніде не було. Коли вже здавалося що експедицію зірвано, і усі змирилися з цим становищем, на планету прилітає ще одна дослідницька експедиція члени якої стикаються точнісінько з тими ж проблемами, що і астронавти з першої. Члени об'єднаної дослідницької експедиції стають свідками того, як на планету неодноразово прилітає космоліт без пізнавальних знаків. Що це за космоліт і з якою метою він сюди прилітає? Це питання астронавти мали вирішити.
Перед астронавтами від Сонячної системи стояло непросте завдання: з'ясувати, що коїться на цій планеті.

## Про роман
Гортаючи столінки роману «Забута планета», читач разом з його героями потрапить на одну з віддалених планет, яка свого часу була колонізована вихідцями із Сонячної системи.
Прибувши на планету, астронавти стають випадковими свідками дійства, яке за усіма своїми ознаками схоже на операцію. Її проводили істоти, що прилітають на планету космольотами без пізнавальних знаків.
Що це за космічні кораблі та з якою метою вони сюди прилітають? Це питання і необхідно з'ясувати астронавтам.
Роман «Забута планета» відноситься до жанру пригодницької фантастики.

## Мета роману «Забута планета»
Роман «Забута планета», потреба в пошуку, знаходженні й допомозі розв'язати зовнішні конфлікти через прийняття чи/та подолання внутрішніх перепон хоча б однієї зі сторін конфлікту.
Роман символічно своєю назвою підштовхує нас до згадування про самих себе як «Планет» і навіть цілих «Світів» що мають пам'ятати про себе як про щось в першу чергу глобальне і намагатись реалізовувати саме таке, а конфліктні ситуації вчитися сприймати як допомогу для нашого життєвого шляху-призначення!